# Pałac w Kromolinie
Pałac w Kromolinie – wybudowany w XVI w. w Kromolinie.

## Położenie
Pałac położony jest we wsi w Polsce, w województwie dolnośląskim, w powiecie głogowskim, w gminie Żukowice.

## Historia
Obiekt jest częścią zespołu pałacowego, w skład którego wchodzi jeszcze park.